# 야메고쿠~야쿠자 그만두겠습니다~
《야메고쿠~야쿠자 그만두겠습니다~》(일본어: ヤメゴク〜ヤクザやめて頂きます〜 ヤメゴク〜ヤクザやめていただきます〜[*])는 2015년 4월 16일부터 6월 18일까지 매주 목요일 21:00 ~ 21:54에, TBS 계열의 〈목요 드라마 극장〉 시간대에서 방송된 일본의 텔레비전 드라마이다. 주연은 오오시마 유코.

## 줄거리
경시청 조직범죄 대책본부 폭력단 이탈자 상담 전화 센터에서 근무하는 경찰관의 이야기를 그린 형사 드라마이다.

## 등장인물

#### 주요 인물
- 나가미츠 바쿠슈 - 오오시마 유코
- 미카지마 카케루 - 키타무라 카즈키
- 사노 나오미치 - 카츠지 료
- 나가미츠 하루카 - 혼다 츠바사
- 타치바나 이사오 - 엔도 켄이치

## 스태프
- 각본 - 사쿠라이 타케하루
- 음악 - fox capture plan, 타케우치 토오루
- 주제가 - Thinking Dogs 〈세계는 끝나지 않아〉
- 내레이션 - 오다카 산료
- 연출 - 츠츠미 유키히코, 카토 아라타, 츠보이 토시오, 시라이시 타츠야
- 프로듀서 - 우에다 히로키, 이토 유스케, 쿠스 치아키
- 제작 저작 - TBS